# Misopates pontiense
Misopates pontiense är en grobladsväxtart som beskrevs av Isabel Mateu. Misopates pontiense ingår i släktet kalvnosar, och familjen grobladsväxter. Inga underarter finns listade i Catalogue of Life.